# 高有聞
高有聞（1583年—1659年），字非耳，號咎虛，山東青州左衛官籍，東昌府冠縣人，明末清初政治人物。

## 生平
萬曆四十三年（1615年）乙卯科山東鄉試第六十九名舉人，四十四年（1616年）中式丙辰科會試第一百六十二名，三甲第一百三十七名進士。工部觀政，授鄢陵縣知縣，四十六年（1618年）任河南鄉試同考官，丁母憂，服闋，天啟六年（1626年）起為封丘縣知縣，七年（1627年）升戶部湖廣司主事，同年改禮部儀制司主事。崇禎元年（1628年）武舉分房，吏部侍郎某以關節相托，得書立焚之。同年十月改吏部稽勳司主事，二年（1629年）改吏部驗封司主事，升吏部文選司員外郎，太僕寺少卿某希望越次升吏部侍郎，御史某違例求補，皆堅持不肯行。青州府知府任缺，高有聞舉薦汪喬年，後成為清節名臣。前禮部侍郎入政府，挾怨中傷，謫湖廣按察司照磨，升蕃育署丞，請免除上供鵝鴨萬餘。歷行人司正、光祿寺丞，代補前官所欠米百餘石。遷尚寶司少卿，出營何文端公（何如寵）葬事，假道歸里。
明亡入清，順治元年（1644年）被召入京，十一月陛見，授大理寺左寺丞，二年（1645年）改右通政，同年夏引疾致仕歸里。十六年（1659年）春卒，享年七十六歲。

## 家族
曾祖高昊；祖父高專儒；父高吉。

## 引用
1. ↑  《萬曆四十四年丙辰科進士履歷》：高有聞，咎虛，詩六房，癸未九月十三日生。青州左衛人，乙卯六十九，會一百六十二，三甲一百三十七名。工部政，丙辰授鄢陵知縣，戊午本省同考，丙寅補封丘，丁卯升戶部湖廣司主事，改禮部儀制司，戊辰改稽勳司主事，己巳調驗封司，升文選司員外，降用。
2. ↑  《益都縣志》